# Eudictya similis
Eudictya similis är en insektsart som beskrevs av Melichar 1912. Eudictya similis ingår i släktet Eudictya och familjen Dictyopharidae. Inga underarter finns listade i Catalogue of Life.